# Giulio Centemero
Giulio Centemero (Milano, 30 gennaio 1979) è un politico italiano, dal 23 marzo 2018 deputato alla Camera per la Lega per Salvini premier.

## Biografia
Nato a Milano ma cresciuto ad Arcore, in provincia di Monza e della Brianza, figlio di una ginnasta rumena e di un informatico dell'IBM, si è laureato in economia e commercio all'Università degli Studi di Bergamo e svolge la professione di commercialista.
Iscritto alla Lega Nord di Umberto Bossi dal 1995, durante gli anni del liceo, da maggio a novembre 2003 è stato consigliere comunale di Arcore eletto nelle sue liste.
Alle elezioni politiche del 2018 viene candidato alla Camera dei deputati, tra le liste della Lega per Salvini Premier nel collegio plurinominale Lombardia 3 - 02, risultando eletto deputato. Nel corso della XVIII legislatura è stato componente e capogruppo della Lega - Salvini premier nella 6ª Commissione Finanze, oltreché membro della Commissione parlamentare d'inchiesta sul sistema bancario e finanziario nonché sulla morte di Giulio Regeni, di cui ha ricoperto il ruolo di capogruppo per la Lega.
Alle elezioni politiche anticipate del 2022 viene ricandidato alla Camera, come capolista della Lega nel collegio plurinominale Lombardia 3 - 01, venendo rieletto deputato. Nella XIX legislatura è vicepresidente della Commissione parlamentare di vigilanza sull'anagrafe tributaria, oltreché componente della 6ª Commissione Finanze e dell'Assemblea parlamentare del Mediterraneo.

### Vita privata
La cugina Elena Centemero è deputata del Popolo delle Libertà e di Forza Italia dal 2008 al 2018.

## Vicende giudiziarie
Nel marzo del 2022 viene condannato a 8 mesi per finanziamento illecito dal tribunale di Milano, per aver ricevuto nel giugno 2016 40000 euro dal patron della catena di supermercati Esselunga Bernardo Caprotti.
Nell'aprile del 2024 viene condannato a un anno (con pena sospesa) sempre per lo stesso reato in relazione a un finanziamento da 250 000 euro che l'imprenditore romano Luca Parnasi aveva versato nelle casse di una onlus di area leghista; la Procura per Centemero chiedeva una condanna a 3 anni e 4 mesi.